# Porencéphalie
La porencéphalie est un désordre céphalique rare impliquant une encéphalomalacie. Il s'agit d'un désordre neurologique du système nerveux central caractérisé par des kystes ou des cavités dans un des hémisphères cérébraux. Le terme est créé par Heschl en 1859 pour décrire une cavité dans le cerveau humain. Les kystes et cavités sont généralement le résultat de lésions destructives ou kystiques du cerveau, mais peuvent aussi résulter d'un développement anormal, de dommages directs, d'une inflammation ou d'une hémorragie. Les kystes et cavités causent une large gamme de symptômes physiologiques, physiques et neurologiques : chez certains patients, elles peuvent causer seulement des symptômes neurologiques mineurs, sans impact sur l'intelligence, alors que d'autres peuvent être très sérieusement handicapés ou décéder avant la deuxième décennie de leur vie. Cependant, ce désordre est bien plus courant chez les nouveau-nés ; la porencéphalie peut toucher les nouveau-nés comme les fœtus. La porencéphalie du fœtus peut être due à des évènements intervenus sur la mère pendant la grossesse: consommation d'alcool ou de drogue, diabète ou infection, blessure à l'abdomen. 